# Louis-Marie de La Révellière-Lépeaux
Louis-Marie de La Révellière-Lépeaux, född 24 augusti 1753, död 27 mars 1824, var en fransk politiker.
Révellière-Lépeaux var ursprungligen läkare, valdes 1789 till deputerad för tredje ståndet och tog livligt del i nationalförsamlingens arbete. 1792 blev han medlem av konventet, tillhörde här mellanpartiet och var 1793 nära att dela girondens öde men lyckades fly. Efter Thermidorkrisen var Révellière-Lépeaux en av Frankrikes mäktigaste män och en av tillskyndarna av konstitutionen av år III. 1795 blev han medlem av direktoriet, där han gynnade teofilantropismen och tog ställning mot den rojalistiska rörelsen, bland annat som upphovsman till fructidorkuppen. 1799 tvingades han av representationen att avgå som direktor, och levde därefter under återstoden av sitt liv i tillbakadragenhet. Révellière-Lépeaux har författat ett stort antal politiska småskrifter samt memoarer, som utgavs först 1870-73 och 1895 i tre band.